# الشركة (مسلسل)
الشركة ، سيت كوم مصري من إنتاج عام 2012.

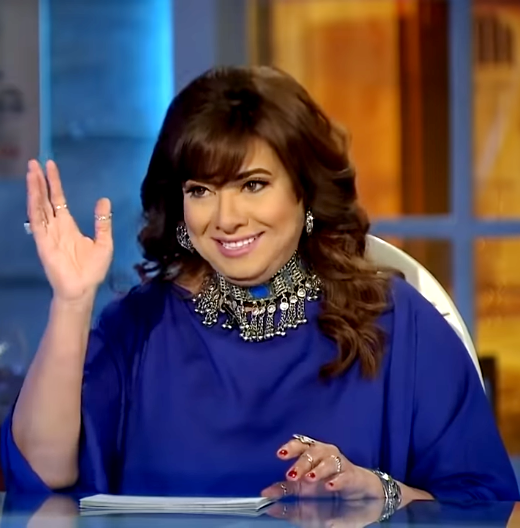
نشوى مصطفى في دور نادية

## قصة المسلسل
تدور أحداث المسلسل حول مكتب شركة برمجيات (ITUT), و تقوم الصراعات بين رؤساء الأقسام الثلاثة وبين سير الأعمال في الشركة في إطار كوميدى مبتكر تحكُمه مديرة المكتب نادية (نشوى مصطفى) و مساعدتها الصارمة حنان (شيماء حسين).

## الشخصيات الرئيسية

### نادية
«كلكوا طمعانين فلكرسى بتاعى»

هي المديرة المتفهمة التي تحتوى موظفيها وتحاول الموازنة بين العمل والاعتناء بأطفالها، تظهر غالباً تحت ضغط من مجلس إدارة الشركة وحينها تلجأ لنصائح طليقها.

### حنان
«سبيلى انا الحكاية ديه»

هي المُسيطرة على المكتب وعلى علم بكل ما يحدث به، تظهر غالباً كمستشارة لنادية في الأوقات الصعبة.

### عِز
رئيس قسم المبيعات يسعى لمنصب المدير، ويستغل أي موقف لصالحه.

### دنيا
رئيسة قسم التصميم، تظهر كشخصية إلى حد ما ساذجة ولكنها ماهرة في التصميم.

### ضياء
رئيس قسم البرمجة، على الرغم من انه لم يُتم تعليمه، ولكنه يظهر كفائة في عمله.

## بطولة
- نشوى مصطفى
- مروة عبد المنعم
- محمد رمضان
- أحمد الدمرداش
- شيماء حسن
- هيثم عصام
- محمد القطوني